# Mère et Enfant (le miroir ovale)
Mère et Enfant (Le miroir ovale) (en anglais : Mother and Child (The Oval Mirror) est une peinture de l'artiste américaine Mary Cassatt réalisée en 1898. Elle fait partie de la collection du Metropolitan Museum of Art de New York.

## Description
L'œuvre représente une mère et son enfant, puisant dans l'iconographie de l'imagerie religieuse « Marie et l'Enfant »,. La peintre a souligné l'importance du lien maternel en évoquant l'art religieux. Le regard adorable de la femme et le visage doux du garçon et sa position contrapposto suggèrent des images de la Renaissance italienne de la Vierge à l'Enfant, connexion renforcée par le miroir ovale qui encadre la tête du garçon comme un halo. Edgar Degas, ami de Mary Cassatt, a perçu ses références à la Renaissance, lui disant que le tableau « a toutes vos qualités et tous vos défauts - c'est l'Enfant Jésus et sa nourrice anglaise ». Les Havemeyer, qui achetèrent le tableau au marchand d'art parisien Paul Durand-Ruel en 1899, l'ont d'ailleurs appelée « La Madone florentine ».